# Board of European Students of Technology
Board of European Students of Technology (BEST) är en ideell europeisk organisation för teknologstudenter.
BEST grundades 1989 i Berlin. Idag består BEST av 95 lokala grupper i 33 europeiska länder med mer än 3 300 aktiva medlemmar. Dess huvudaktivitet är att anordna internationella arrangemang för att utveckla europeiska teknologstudenter och främja samarbete, kommunikation och förståelse mellan dem.
För närvarande finns fyra svenska lokala grupper, i Lund, Göteborg, Uppsala samt Stockholm.

## Partnerorganisationer
- Tyskland - bonding-studenteninitiative e.V. (sedan 1997)
- Kanada - Canadian Federation of Engineering Students (sedan 2004)